# Styloctetor austerus
Styloctetor austerus là một loài nhện trong họ Linyphiidae.
Loài này thuộc chi Styloctetor. Styloctetor austerus được Ludwig Carl Christian Koch miêu tả năm 1884.